# Mauritz Sahlin
Mauritz Reinhold Sahlin, född 17 februari 1860 i Lund, död 4 juni 1927 i Stockholm, var en svensk jurist och ämbetsman.
Sahlin blev 1878 student vid Uppsala universitet, 1883 juris kandidat, 1886 vice häradshövding, 1887 tillförordnad och 1889 ordinarie sekreterare i Generalpoststyrelsen. 1894 blev han chef för telegrafverkets administrativa byrå samt var 1897-1902 expeditionschef i Civildepartementet, där han under tiden (1900) utnämndes till kansliråd. Sahlin var generaldirektör och chef för Telegrafstyrelsen 1902-1904 och för Kungliga järnvägsstyrelsen 1904-1907.
Efter att sedan 1908 ha varit tillförordnad landshövding i Stockholms län utnämndes Sahlin 1915 till ordinarie innehavare av ämbetet och kvarstod i denna befattning till 1919. Sahlin var maj-november 1923 tillförordnad överståthållare.
Sahlin innehade bland annat förtroendeuppdrag som ordförande i järnvägskommittéen 1906-1907, i departementalkommittén 1908-1913, i kommittéerna angående de enskilda järnvägarnas förstatligande 1918, lufttrafiken 1919 och östkustbanan 1920. Vidare var han sakkunnig rörande blindväsendet 1920 och i styrelsen för Nationalföreningen mot emigrationen 1921. Han är begravd på Norra begravningsplatsen utanför Stockholm.